# علم أروبا
استخدم علم أروبا أول مرة في 18 مارس 1976. يتألف العلم من اللون الأزرق الفاتح مع وجود خطين أفقيين أصفرين مفصولين في النصف السفلي، ونجمة حمراء رباعية ذات حدود بيضاء في الأعلى. يسمى يوم 18 مارس في أروبا بيوم العلم وهو عطلة رسمية.
الجدير بالذكر أن عالم الرايات الأمريكي الراحل (ويتني سميث) شارك في إنشاء العلم.

## معاني العلم
- الخلفية الزرقاء الفاتحة: تمثل السماء والبحر والسلام والأمل ومستقبل أروبا وصلتها بالماضي.
- الخطين الأفقيين الأصفرين: يمثلان الاتجاه نحو الحكم المنفصل. ويمثل أحد الخطين «توجه السياح وآخذي العطلات إلى أروبا المشمسة والذي يجلب الثروة للجزيرة». وأما الخط الآخر فيمثل «الصناعة وكل المعادن (الذهب والفوسفات في الماضي، والنفط في أوائل القرن العشرين)».
  - واللون الأصفر يمثل الشمس والذهب والوفرة ويقال أيضاً أنه يمثل زهور وانغلو.
- النجمة تمثل معاني عديدة:
  - فهي نجمة رباعية تمثل الجهات الأربع الرئيسية، والتي تشير إلى الأصول والدول العديدة التي أتوا منها سكان أروبا.
  - وتمثل أيضا «اللغات الأربع الرئيسية في أروبا: الهولندية وبابيامنتو والإنجليزية والأسبانية».
  - وتمثل النجمة أيضاً الجزيرة نفسها (جزيرة ذات تربة حمراء ذات شواطئ بيضاء في بحر أزرق).
  - يمثل اللون الأحمر: دماء الأروبيين التي أريقت خلال الحرب والسكان الهنود السابقين والحب الوطني وخشب البرازيل.
  - يمثل اللون الأبيض: النقاء والصدق.

## مواصفات العلم
- عرض العلم يساوي ثلثي طوله.
- تشغل الخلفية الزرقاء ثلثي عرض العلم من الأعلى وسدسه من الأسفل.
- أما السدس الثاني من الأسفل فيقسم بالتساوي إلى خطين صفراوين وسطهما خط أزرق (بحيث يساوي عرض كل خط واحد على ثمانية عشر من عرض العلم)
- في الركن الأعلى من سارية العلم نجمة رباعية حمراء ذات حدود بيضاء، يبعد مركزها عن أعلى السارية أفقيا ورأسيا بمسافة متساوية مقدارها اثنين على تسعة من عرض العلم.
- يساوي قطر الدائرة الخارجية للنجمة الحمراء ربع عرض العلم، بينما يساوي قطر الدائرة الخارجية للحدود البيضاء ثلث عرض العلم.
- للنجمة دائرة داخلية يساوي قطرها ثلث قطر الدائرة الخارجية (واحد على اثني عشر من عرض العلم للنجمة الحمراء، وواحد على تسعة منه للحدود البيضاء).[2]
- الألوان كالتالي:

| اللون | بانتون | ست عشري |
| ----- | ------ | ------- |
| أزرق  | 279 C  | 418fde  |
| أصفر  | 109 C  | ffd100  |
| أحمر  | 032 C  | ef3340  |
| أبيض  | White  | ffffff  |